# Cateria gerlachi
Espèce
Cateria gerlachi est une espèce de Kinorhynches de la famille des Cateriidae.

## Distribution
Cette espèce interstitielle a été découverte sur les côtes de l'Inde dans l'océan Indien.

## Étymologie
Cette espèce est nommée en l'honneur de Sebastian Adam Gerlach.

## Publication originale
- Higgins, 1968 : Taxonomy and postembryonic development of the Cryptorhagae, a new suborder for the mesopsammic Kinorhynch genus Cateria. Transactions of the American Microscopical Society, vol. 87, no 1, p. 21-39.